# Доротея Мария фон Саксония-Ваймар
Доротея Мария фон Саксония-Ваймар (на немски: Dorothea Maria von Sachsen-Weimar; * 14 октомври 1641, Ваймар; † 11 юни 1675, дворец Морицбург в Цайц) от род Ернестингските Ветини, е принцеса от Саксония-Ваймар и чрез женитба херцогиня на Саксония-Цайц.

## Живот
Тя е дъщеря, най-малкото дете, на херцог Вилхелм фон Саксония-Ваймар (1598 – 1662) и Елеонора Доротея фон Анхалт-Десау (1602 – 1664), принцеса от Анхалт, дъщеря на княз Йохан Георг I от Анхалт-Десау от род Аскани. Кръстена е на баба си херцогиня Доротея Мария фон Анхалт.
Доротея Мария се омъжва на 15 години на 3 юли 1656 г. във Ваймар за Мориц фон Саксония-Цайц (1619 – 1681) от рода на Албертинските Ветини, първият херцог на Саксония-Цайц, най-малкият син на курфюрст Йохан Георг I от Саксония (1585 – 1656) и Магдалена Сибила от Прусия (1586 – 1659). Тя е втората му съпруга.
През 1656 г. Мориц получава херцогството Саксония-Цайц, според завещанието на баща му. От 1657 до 1678 г. Мориц построява в Цайц новия барок дворец Морицбург.
Доротея Мария умира на 33 години на 11 юни 1675 г. и е погребана в Хален-криптата на катедралата „Св. Петър и Павел“ в Цайц.

## Деца
Доротея Мария и херцог Мориц фон Саксония-Цайц имат 10 деца:
- Елеонора Магдалена (1658 – 1661)
- Вилхелмина Елеонора (*/† 1659)
- Ердмут Доротея (1661 – 1720), ∞ Кристиан II, херцог на Саксония-Мерзебург (1653 – 1694)
- Мориц Вилхелм (1664 – 1718), херцог на Саксония-Цайц
- Йохан Георг (1665 – 1666)
- Кристиан Август (1666 – 1725), принц на Саксония-Цайц, кардиналархиепископ на Гран, епископ на Рааб, примас на Унгария и императорски принципалкомисар в имперското събрание
- Фридрих Хайнрих (1668 – 1713), херцог на Саксония-Цайц-Пегау-Нойщат
- Мария София (1670 – 1671)
- Магдалена Сибила (1672 – 1672)
- Вилхелмина София (*/† 1675)